# Ханава
Ханава (слч. Chanava) насељено је мјесто са административним статусом сеоске општине (слч. obec) у округу Римавска Собота, у Банскобистричком крају, Словачка Република.

## Становништво
| Година:    | 1994. | 2004.   | 2014.   | 2024.   |
| ---------- | ----- | ------- | ------- | ------- |
| Број људи: | 673   | 708     | 697     | 715     |
| Разлика:   |       | +5,20 % | -1,55 % | +2,58 % |

| Година:    | 2023. | 2024.   |
| ---------- | ----- | ------- |
| Број људи: | 708   | 715     |
| Разлика:   |       | +0,98 % |

Према подацима о броју становника из 2011. године насеље је имало 707 становника.